# Campionati del mondo di aquathlon
La World Triathlon ha organizzato dal 1998 al 2017, 20 edizioni dei Campionati mondiali di aquathlon (Aquathlon World Championships). Si disputano con cadenza annuale, normalmente qualche giorno prima dei Campionati del mondo di triathlon, nella stessa località.
Dal 2007 i campionati si sono svolti in un evento dedicato in località diverse da quelle dei campionati del mondo di triathlon. La competizione si snoda in tre prove, senza soluzione di continuità, in questa sequenza: una frazione podistica di 2,5 km, una frazione natatoria di 1 km ed infine un'altra frazione podistica da 2,5 km.

## Albo d'oro

### Uomini
| Edizione | Anno | Oro                  | Argento                      | Bronzo                 |
| -------- | ---- | -------------------- | ---------------------------- | ---------------------- |
| I        | 1998 | Shane Reed           | Benjamin Sanson              | Craig Alexander        |
| II       | 1999 | Shane Reed (2)       | Paul Amey                    | Levi Maxwell           |
| III      | 2000 | Matt Reed            | Brad Kahlefeldt              | Paulo Miyashiro        |
| IV       | 2001 | Iván Raña            | Richard Stannard             | Filip Ospalý           |
| V        | 2002 | Kris Gemmell         | Andrey Glushchenko           | Filip Ospalý           |
| VI       | 2003 | Richard Stannard     | Brent Foster                 | Paulo Miyashiro        |
| VII      | 2004 | Shane Reed (3)       | Csaba Kuttor                 | Kris Gemmell           |
| VIII     | 2005 | Tim Don              | Richard Stannard             | Paulo Miyashiro        |
| IX       | 2006 | Richard Stannard (2) | Chi Lee                      | Ellice Clark           |
| X        | 2007 | Sergio Sarmiento     | Antonio Mansur               | Eder Mejia             |
| XI       | 2008 | Brent Foster         | Antonio Mansur               | Crisanto Grajales      |
| XII      | 2009 | Antonio Mansur       | Wesley Matos                 | Adam Carlton           |
| XIII     | 2010 | Richard Varga        | Daniel Halksworth            | Attila Fecskovics      |
| XIV      | 2011 | Richard Stannard (3) | Ran Alterman                 | Leandro Barbosa        |
| XV       | 2012 | Richard Varga (2)    | Richard Stannard             | Ognjen Stojanovic      |
| XVI      | 2013 | Richard Varga (3)    | Ivan Ivanov                  | Csaba Rendes           |
| XVII     | 2014 | Yuichi Hosoda        | Ryosuke Yamamoto             | Yegor Martynenko       |
| XVIII    | 2015 | Richard Varga (4)    | Igor Polyanskiy              | Matthew Mcelroy        |
| XIX      | 2016 | Alistair Brownlee    | Richard Varga                | Tommy Zaferes          |
| XX       | 2017 | Matthew Sharpe       | John Rasmussen               | Aiden Longcroft-Harris |
| XXI      | 2018 | Emmanuel Lejeune     | Nathan Breen                 | Alexis Kardes          |
| XXII     | 2019 | Rostislav Pevtsov    | Kevin Tarek Viñuela Gonzalez | Dmitry Polyanskiy      |
| XXIII    | 2021 | David Castro         | Richard Varga                | Ander Noain            |
| XXIV     | 2022 | Márk Dévay           | Kevin Viñuela                | Márton Kropkó          |
| XXV      | 2023 | Cristian Fernández   | Christopher Perham           | Jimmy Lund             |

### Donne
| Edizione | Anno | Oro                   | Argento              | Bronzo              |
| -------- | ---- | --------------------- | -------------------- | ------------------- |
| I        | 1998 | Rina Hill             | Nicole Hackett       | Melanie Mitchell    |
| II       | 1999 | Rina Hill (2)         | Nicole Hackett       | Michelle Dillon     |
| III      | 2000 | Pilar Hidalgo         | Ana Burgos           | Pip Taylor          |
| IV       | 2001 | Siri Lindley          | Rina Hill            | Sheila Taormina     |
| V        | 2002 | Sandra Soldan         | Jill Savege          | Lenka Radova        |
| VI       | 2003 | Carla Moreno          | Elizabeth May        | Anna Cleaver        |
| VII      | 2004 | Samantha Warriner     | Elizabeth May        | Charlotte Bonin     |
| VIII     | 2005 | Sheila Taormina       | Carla Moreno         | Lenka Radova        |
| IX       | 2006 | Sara McLarty          | Eslpeth McGregor     | Maria Barrett       |
| X        | 2007 | Sarah Groff           | Kelly Cook           | Ayesha Rollinson    |
| XI       | 2008 | Claudia Rivas         | Melody Ramirez       | Dunia Gomez         |
| XII      | 2009 | Samantha Warriner (2) | Maxine Seear         | Lisa Mensink        |
| XIII     | 2010 | Margit Vanek          | Szandra Szalay       | Gaia Peron          |
| XIV      | 2011 | Elizabeth May         | Jessica Souza Santos |                     |
| XV       | 2012 | Nicky Samuels         | Emma Davis           | Tea Milos           |
| XVI      | 2013 | Irina Abysova         | Claire Michel        | Yuliya Yelistratova |
| XVII     | 2014 | Anneke Jenkins        | Yuliya Yelistratova  | Hannah Kitchen      |
| XVIII    | 2015 | Anastasia Abrosimova  | Elena Danilova       | Long Hoi            |
| XIX      | 2016 | Mariya Shorets        | Anastasia Abrosimova | Valentina Zapatrina |
| XX       | 2017 | Emma Pallant          | Delia Sclabas        | Jacqueline Slack    |
| XXI      | 2018 | Edda Hannesdottir     | Hannah Kitchen       | Vida Medic          |
| XXII     | 2019 | Alicja Ulatowska      | Zsanett Bragmayer    | Itzel Arroyo Aquino |
| XXIII    | 2021 | Margot Garabedian     | Sara Pérez           | Margaréta Vráblová  |
| XXIV     | 2022 | Céline Kaiser         | Márta Kropkó         | Maryna Kyryk        |
| XXV      | 2023 | Zsanett Bragmayer     | Margaréta Vráblová   | Céline Kaiser       |

### Medagliere
| Pos. | Paese         | Oro | Argento | Bronzo |    |
| ---- | ------------- | --- | ------- | ------ | -- |
| 1    | Nuova Zelanda | 9   | 3       | 3      | 15 |
| 2    | Regno Unito   | 6   | 5       | 3      | 14 |
| 3    | Stati Uniti   | 4   | 1       | 3      | 8  |
| 4    | Slovacchia    | 4   | 1       | 0      | 5  |
| 5    | Brasile       | 3   | 5       | 4      | 12 |
| 6    | Russia        | 3   | 3       | 2      | 8  |
| 7    | Australia     | 2   | 5       | 5      | 12 |
| 8    | Spagna        | 2   | 2       | 0      | 4  |
| 9    | Messico       | 2   | 1       | 4      | 7  |
| 10   | Canada        | 1   | 3       | 2      | 6  |
| 11   | Ungheria      | 1   | 3       | 2      | 6  |
| 12   | Lussemburgo   | 1   | 2       | 0      | 3  |
| 13   | Belgio        | 1   | 1       | 0      | 2  |
| 14   | Islanda       | 1   | 0       | 0      | 1  |
| 14   | Polonia       | 1   | 0       | 0      | 1  |
| 14   | Azerbaigian   | 1   | 0       | 0      | 1  |
| 15   | Ucraina       | 0   | 2       | 1      | 3  |
| 16   | Francia       | 0   | 1       | 1      | 2  |
| 17   | Israele       | 0   | 1       | 0      | 1  |
| 17   | Hong Kong     | 0   | 1       | 0      | 1  |
| 17   | Irlanda       | 0   | 1       | 0      | 1  |
| 17   | Svizzera      | 0   | 1       | 0      | 1  |
| 18   | Rep. Ceca     | 0   | 0       | 4      | 4  |
| 19   | Italia        | 0   | 0       | 2      | 2  |
| 19   | Serbia        | 0   | 0       | 2      | 2  |
| 20   | Paesi Bassi   | 0   | 0       | 1      | 1  |
| 20   | Croazia       | 0   | 0       | 1      | 1  |
| 20   | Macao         | 0   | 0       | 1      | 1  |

## Edizioni
| Ed.   | Anno | Sede       | Nazione       |
| ----- | ---- | ---------- | ------------- |
| I     | 1998 | Noosa      | Australia     |
| II    | 1999 | Noosa      | Australia     |
| III   | 2000 | Cancún     | Messico       |
| IV    | 2001 | Edmonton   | Canada        |
| V     | 2002 | Cancún     | Messico       |
| VI    | 2003 | Queenstown | Nuova Zelanda |
| VII   | 2004 | Funchal    | Portogallo    |
| VIII  | 2005 | Gamagōri   | Giappone      |
| IX    | 2006 | Losanna    | Svizzera      |
| X     | 2007 | Ixtapa     | Messico       |
| XI    | 2008 | Monterrey  | Messico       |
| XII   | 2009 | Gold Coast | Australia     |
| XIII  | 2010 | Budapest   | Ungheria      |
| XIV   | 2011 | Pechino    | Cina          |
| XV    | 2012 | Auckland   | Nuova Zelanda |
| XVI   | 2013 | Londra     | Regno Unito   |
| XVII  | 2014 | Edmonton   | Canada        |
| XVIII | 2015 | Chicago    | Stati Uniti   |
| XIX   | 2016 | Cozumel    | Messico       |
| XX    | 2017 | Penticton  | Canada        |
| XXI   | 2018 | Fionia     | Danimarca     |
| XXII  | 2019 | Pontevedra | Spagna        |